# سایمن بوفوی
سایمن بوفوی (انگلیسی: Simon Beaufoy؛ زادهٔ ۱۹۶۷ (۵۷–۵۸ سال)) یک فیلم‌نامه‌نویس اهل بریتانیا است. 
شهرتِ او بیشتر به‌خاطرِ فیلم‌نامهٔ فیلمِ میلیونر زاغه‌نشین است که توانست جایزه اسکار بهترین فیلم‌نامه اقتباسی را از آنِ خود کند.